# Bartolomeo Genga
Bartolomeo Genga (* 1516 oder 1518 in Cesena; † Juli 1558 auf Malta) war ein italienischer Maler und Architekt.

## Leben
Genga war ein Sohn und der Schüler des Architekten und Malers Girolamo Genga, Der Vater sorgte für seine Ausbildung und lehrte ihn das Zeichnen. Mit etwa zwanzig Jahren ging er nach Florenz, um seine künstlerischen Fertigkeiten zu perfektionieren. Hier lernte er Giorgio Vasari persönlich kennen und wohnte im Haus von Bartolomeo Ammannati, wo er gemeinsam mit Battista Franco das Zeichnen übte. Gemeinsam mit seinem Schwager Giovanni Battista Belluzzi wurde er von seinem Vater 1529 nach Bologna geschickt, um an der Kirche S. Petronio zu arbeiten. Genga ging mit Belluzzi nach San Marino und weiter nach Bologna. Auf ihrer Rückreise nahmen sie einige Modelle für Vasen zurück. Sein Vater hatte 1543 mit dem Bau der Kirche S. Giovanni Battista in Pesaro begonnen und unterwies ihn im perspektivischen Zeichnen. Anschließend schickte er ihn nach Rom, um die alten und modernen Gebäude der Stadt zu studieren und zu vermessen. Danach wurde Genga Aufseher der Staatsbauten des Herzogtums Urbino und vollendete als solcher später die von seinem Vater begonnene Kirche und den Palast in Pesaro. 1547 weilte er anlässlich der Beerdigung der Herzogin Giulia da Varano (1523–1547) in Urbino und beteiligte sich 1548 gemeinsam mit seinem Vater und Battista Franco an den Vorbereitungen für die Hochzeit von Herzog Guidobaldo II. della Rovere mit seiner zweiten Frau Vittoria Farnese, für die er in Valbuona einen Triumphbogen ausführte.
Er wurde insbesondere als Festungsbaumeister bekannt und König Ferdinand von Habsburg bot ihm auf einer Durchreise eine Stellung am Hofe an. Der Herzog von Urbino gab ihn jedoch nicht frei. 1553 begleitete er Herzog Guidobaldo nach Rom und legte Julius III. sehr schöne Entwürfe für die Befestigung des Borgo vor. Auch aus Genua erhielt er Angebote, die der Herzog wiederum ablehnte, da er befürchtete, dass sein Architekt nicht zurückkehren würde, wenn er erst einmal in anderen Diensten stünde. Im Jahr 1558 baten die Ritter von Malta den Herzog von Urbino darum ihnen Genga zur Verfügung zu stellen, um die Befestigungen der Insel Malta zu verbessern. Dieses Mal erhielt er die Erlaubnis des Herzogs und reiste am 20. Januar gemeinsam mit dem Ritter Cesare Visconti über Sizilien nach Malta, wo sie am 11. März eintrafen. Hier fertigte er unter anderem im Auftrag von dem Großmeister Jean Parisot de La Valette Pläne für eine neue Hauptstadt an und unterbreitete Vorschläge für die Verbesserung der Verteidigungssystems der Insel gegen Angriffe der Türken. Genga starb 1558 ohne diese Arbeit vollendet zu haben.
Ein Epitaph, das ihm zu Ehren angefertigt wurde, zeigte folgende Inschrift:

## Werke (Auswahl)
- Fertigstellung der Kirche S. Giovanni Battista und Arbeiten am Palast des Herzogs von Urbino in Pesaro[4]
- Entwürfe für den Seehafen und eines der Stadttore von Pesaro
- Entwurf einer Befestigung des Borgo in Rom
- Bau der Peterskirche in Mondavio (bei Vasari einem Antonio Genga zugeschrieben)
- Entwürfe für die neue Hauptstadt Maltas und weitere Befestigungsanlagen der Insel
- Masken und Dekorationsmalerei für Schaubühnen[5]